# Carlos Arroyo
Cet article concerne le joueur portoricain de basket-ball. Pour l'architecte, urbaniste et critique espagnol, voir Carlos Arroyo (architecte).
Pour les articles homonymes, voir Arroyo.
Carlos Arroyo, né le 30 juillet 1979 à Fajardo (Porto Rico), est un joueur portoricain de basket-ball évoluant au poste de meneur.

## Biographie
Après avoir évolué dans le championnat portoricain au côté de la légende porto-ricaine Jose Ortiz, il rejoint la NCAA à l'université internationale de Floride où après quatre saisons, il devient l'un des meilleurs joueurs de l'histoire de cette équipe.
Après avoir obtenu son diplôme universitaire, il signe comme agent libre avec le club National Basketball Association (NBA) des Raptors de Toronto. Cependant, à la mi-saison en janvier, il est libéré par son club. Il rejoint l'Espagne pour quelques matchs avant de signer un contrat de dix jours avec les Nuggets de Denver, contrat qui est ensuite prolongé jusqu'à la fin de la saison.
À l'intersaison, le Jazz de l'Utah, qui prépare la retraite de John Stockton, le signe comme agent libre. Il passe la plupart du temps sur le banc. Puis, lors de la saison suivante, il connaît une énorme progression. Sa carrière avec le Jazz se termine lors de la saison suivante en raison de ses nombreuses disputes et divergences avec son entraîneur Jerry Sloan.
En janvier 2005, il rejoint, lors d'un échange, les Pistons de Détroit. Il y obtient la possibilité de jouer une finale NBA contre les Spurs de San Antonio en 2005, finale perdue lors du septième match décisif. L'arrivée du nouvel entraîneur Flip Saunders lui procure un temps de jeu plus élevé lors de la saison suivante, mais celui-ci diminue peu à peu.
En janvier 2006, il fait partie d'un nouvel échange qui le conduit, avec son coéquipier Darko Miličić, chez le Magic d'Orlando. Ces deux arrivées sont à l'initiative d'une formidable remontée de sa nouvelle franchise. Ses statistiques sont en très nette hausse.
En août 2008, en fin de contrat avec le Magic d'Orlando, il quitte la NBA pour rejoindre l'Europe, et le club du Maccabi Tel-Aviv, avec à la clé un contrat de 2,5 M€ par an.
Après une saison au Maccabi, Arroyo revient au Heat de Miami en octobre 2009.
Le 1er mars 2011, il est coupé par Heat de Miami afin de laisser la place à Mike Bibby.
Le 6 mars 2011, Carlos Arroyo s'engage avec les Celtics de Boston pour être la doublure de Rajon Rondo.
Le 22 décembre 2011, il s'engage au Beşiktaş JK pour remplacer Deron Williams, retourné aux Nets du New Jersey.
En décembre 2012, il rejoint le Galatasaray Liv Hospital Istanbul. En mars 2015, Arroyo quitte Galatasaray. Il rejoint les Cangrejeros de Santurce en première division portoricaine quelques jours plus tard. 
En juillet 2015, il signe avec le FC Barcelone.

### Équipe nationale
Sur le plan international, le grand moment de sa carrière se situe aux Jeux olympiques 2004 d'Athènes où il est l'un des principaux artisans de la victoire de sélection nationale aux dépens des américains.

## Clubs successifs
- ? - 1998 :  Cangrejeros de Santurce (BSN)
- 1998 - 2001 :  Golden Panthers de Florida International (NCAA)
- 2001 - 2002 :  Raptors de Toronto (NBA)
- 2002 :  TAU Cerámica (Liga ACB)
- Mars 2002 :  Nuggets de Denver (NBA)
- 2002 - janvier 2005 :  Jazz de l'Utah (NBA)
- janvier 2005 - février 2006 :  Pistons de Détroit (NBA)
- février 2006 - août 2008 :  Magic d'Orlando (NBA)
- 2008 - 2009 :  Maccabi Tel-Aviv
- 2009 - Mars 2011 :  Heat de Miami (NBA)
- Mars à décembre 2011 :  Celtics de Boston (NBA)
- Décembre 2011 à juin 2012 :  Beşiktaş JK
- Décembre 2012- mars 2015 :  Galatasaray SK (basket-ball)
- Mars à juin 2015 :  Cangrejeros de Santurce (BSN)
- juillet 2015-2016 :  FC Barcelone (ACB)

## Palmarès

### En club
- Champion d'Israël 2008-2009.
- 4 fois champion de Porto Rico.
- Supercoupe d'Espagne en 2015

### Distinctions personnelles
- MVP des finales du championnat d'Israël 2008-2009.

## Statistiques en NBA

### Saison régulière
| Saison    | Équipe   | Matchs | Titul. | Min./m | % Tir | % 3pts | % LF | Rbds/m. | Pass/m. | Int/m. | Ctr/m. | Pts/m. |
| --------- | -------- | ------ | ------ | ------ | ----- | ------ | ---- | ------- | ------- | ------ | ------ | ------ |
| 2001-2002 | Toronto  | 17     | 0      | 5,6    | 44,8  | 0,0    | 66,7 | 0,71    | 1,24    | 0,35   | 0,00   | 1,76   |
| 2001-2002 | Denver   | 20     | 1      | 13,8   | 43,9  | 0,0    | 75,0 | 1,40    | 2,45    | 0,25   | 0,05   | 4,05   |
| 2002-2003 | Utah     | 44     | 0      | 6,4    | 45,9  | 42,9   | 81,8 | 0,59    | 1,20    | 0,27   | 0,02   | 2,75   |
| 2003-2004 | Utah     | 71     | 71     | 28,3   | 44,1  | 32,5   | 80,4 | 2,61    | 5,00    | 0,89   | 0,07   | 12,63  |
| 2004-2005 | Utah     | 30     | 16     | 24,7   | 40,1  | 38,9   | 84,1 | 1,53    | 5,07    | 0,67   | 0,10   | 8,20   |
| 2004-2005 | Détroit  | 40     | 0      | 17,6   | 37,6  | 8,3    | 76,7 | 1,45    | 3,20    | 0,60   | 0,03   | 5,38   |
| 2005-2006 | Détroit  | 50     | 0      | 12,0   | 36,3  | 33,3   | 72,4 | 1,40    | 3,10    | 0,38   | 0,06   | 3,16   |
| 2005-2006 | Orlando  | 27     | 0      | 22,0   | 50,2  | 35,7   | 81,0 | 2,22    | 2,85    | 0,70   | 0,04   | 10,78  |
| 2006-2007 | Orlando  | 72     | 5      | 18,1   | 42,5  | 27,5   | 79,5 | 1,86    | 2,81    | 0,54   | 0,03   | 7,67   |
| 2007-2008 | Orlando  | 62     | 20     | 20,5   | 45,1  | 34,5   | 85,3 | 1,82    | 3,53    | 0,42   | 0,03   | 6,94   |
| 2009-2010 | Miami    | 72     | 35     | 22,0   | 47,5  | 28,0   | 84,4 | 1,81    | 3,12    | 0,50   | 0,08   | 6,10   |
| 2010-2011 | Miami    | 49     | 42     | 20,3   | 45,8  | 43,8   | 80,0 | 1,63    | 2,04    | 0,29   | 0,02   | 5,59   |
| 2010-2011 | Boston   | 15     | 1      | 12,7   | 31,4  | 60,0   | 91,7 | 1,53    | 1,67    | 0,47   | 0,00   | 2,40   |
| Carrière  | Carrière | 569    | 191    | 18,7   | 43,8  | 33,8   | 80,6 | 1,70    | 3,09    | 0,51   | 0,05   | 6,63   |

### Playoffs
| Saison   | Équipe   | Matchs | Titul. | Min./m | % Tir | % 3pts | % LF  | Rbds/m. | Pass/m. | Int/m. | Ctr/m. | Pts/m. |
| -------- | -------- | ------ | ------ | ------ | ----- | ------ | ----- | ------- | ------- | ------ | ------ | ------ |
| 2003     | Utah     | 3      | 0      | 9,0    | 33,3  | 0,0    | 75,0  | 0,67    | 1,67    | 0,00   | 0,00   | 3,00   |
| 2005     | Détroit  | 19     | 0      | 7,9    | 35,6  | 0,0    | 66,7  | 0,53    | 2,05    | 0,21   | 0,11   | 2,11   |
| 2007     | Orlando  | 3      | 0      | 13,4   | 35,7  | 0,0    | 100,0 | 1,67    | 2,00    | 0,33   | 0,00   | 4,00   |
| 2008     | Orlando  | 4      | 0      | 7,5    | 50,0  | 0,0    | 100,0 | 0,50    | 1,00    | 0,00   | 0,00   | 1,50   |
| 2010     | Miami    | 5      | 5      | 22,9   | 46,2  | 0,0    | 100,0 | 1,80    | 2,20    | 0,00   | 0,00   | 5,20   |
| Carrière | Carrière | 34     | 5      | 10,6   | 38,8  | 0,0    | 77,3  | 0,82    | 1,91    | 0,24   | 0,06   | 2,74   |

## Records sur une rencontre en NBA
Les records personnels de Carlos Arroyo en NBA sont les suivants, :
| Type de statistique        | Saison régulière | Saison régulière            | Saison régulière | Playoffs | Playoffs            | Playoffs      |
| Type de statistique        | Record           | Adversaire                  | Date             | Record   | Adversaire          | Date          |
| -------------------------- | ---------------- | --------------------------- | ---------------- | -------- | ------------------- | ------------- |
| Points                     | 30               | @ Timberwolves du Minnesota | 14 novembre 2003 | 8        | 2 fois              | 2 fois        |
| Paniers marqués            | 11               | 2 fois                      | 2 fois           | 4        | @ Celtics de Boston | 27 avril 2010 |
| Paniers tentés             | 21               | SuperSonics de Seattle      | 24 février 2004  | 8        | 2 fois              | 2 fois        |
| Paniers à 3 points réussis | 3                | 7 fois                      | 7 fois           | -        | -                   | -             |
| Paniers à 3 points tentés  | 6                | @ Timberwolves du Minnesota | 12 avril 2004    | 1        | 5 fois              | 5 fois        |
| Lancers francs réussis     | 12               | @ Heat de Miami             | 19 novembre 2004 | 5        | Heat de Miami       | 31 mai 2005   |
| Lancers francs tentés      | 12               | @ Heat de Miami             | 19 novembre 2004 | 6        | Heat de Miami       | 31 mai 2005   |
| Rebonds offensifs          | 5                | Grizzlies de Memphis        | 5 avril 2004     | 1        | 7 fois              | 7 fois        |
| Rebonds défensifs          | 8                | SuperSonics de Seattle      | 24 février 2004  | 3        | 2 fois              | 2 fois        |
| Rebonds totaux             | 9                | 2 fois                      | 2 fois           | 4        | @ Celtics de Boston | 17 avril 2010 |
| Passes décisives           | 14               | @ SuperSonics de Seattle    | 28 novembre 2007 | 7        | @ Heat de Miami     | 23 mai 2005   |
| Interceptions              | 4                | 3 fois                      | 3 fois           | 1        | 8 fois              | 8 fois        |
| Contres                    | 2                | Raptors de Toronto          | 28 mars 2010     | 1        | 2 fois              | 2 fois        |
| Balles perdues             | 8                | @ Bulls de Chicago          | 22 décembre 2003 | 3        | Pacers de l'Indiana | 17 mai 2005   |
| Minutes jouées             | 43               | @ Grizzlies de Memphis      | 19 février 2010  | 33       | @ Celtics de Boston | 17 avril 2010 |

- Double-double : 6
- Triple-double : 0

## Salaires

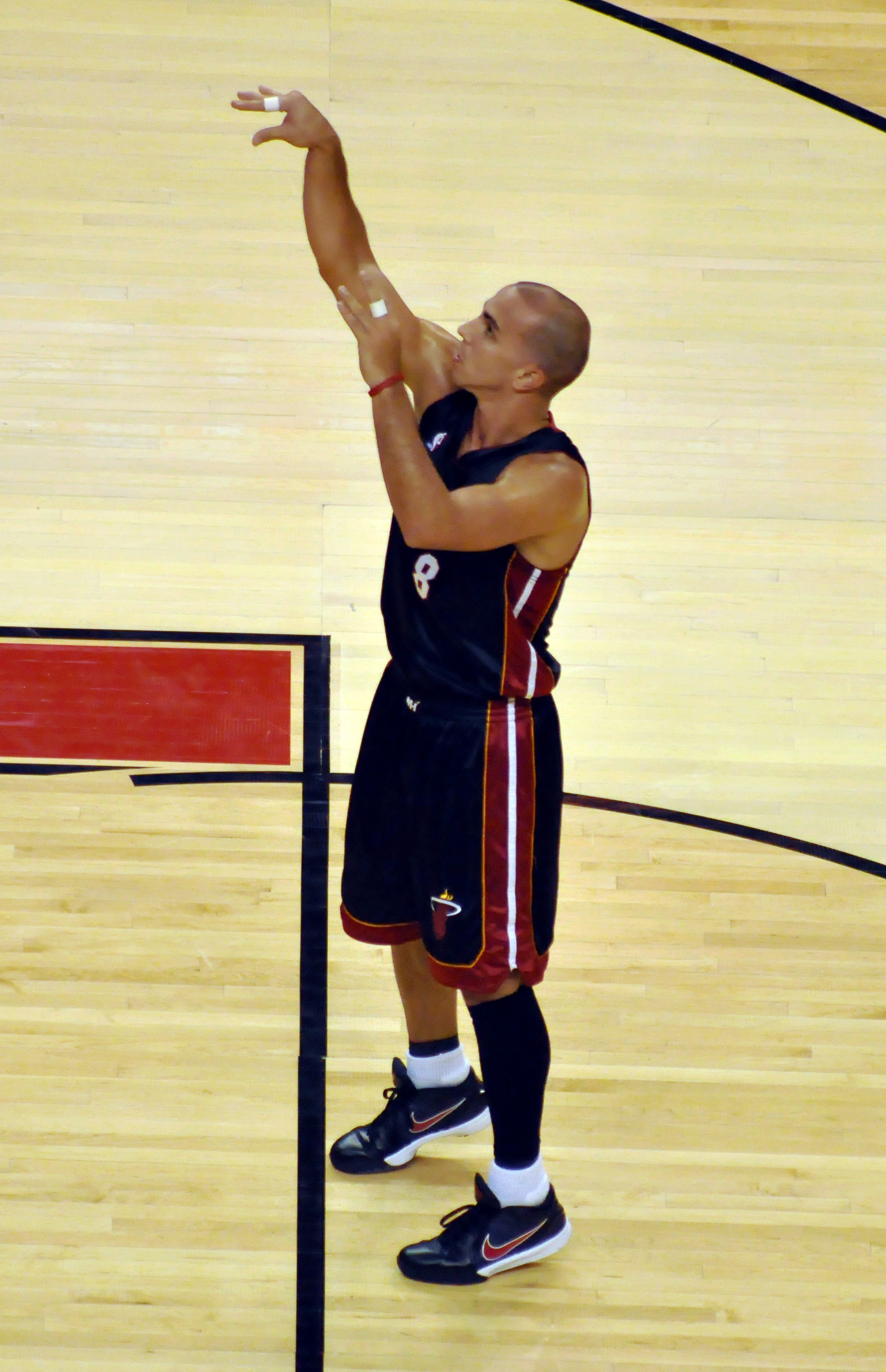
Carlos Arroyo en décembre 2009

| Année       | Équipe      | Salaire      |
| ----------- | ----------- | ------------ |
| 2001-2002   | Raptors     | 332 817 $    |
| 2002-2003   | Jazz        | 546 000 $    |
| 2003-2004   | Jazz        | 800 000 $    |
| 2004-2005   | Jazz        | 4 000 000 $  |
| 2005-2006   | Pistons     | 4 000 000 $  |
| 2006-2007   | Magic       | 4 100 000 $  |
| 2007-2008   | Magic       | 4 100 000 $  |
| 2009-2010   | Heat        | 1 107 572 $  |
| 2010-2011   | Heat        | 1 223 166 $  |
| Total Gains | Total Gains | 20 209 555 $ |